# Wilhelm Lantermann
Wilhelm Lantermann (* 5. September 1899 in Dinslaken; † 11. Mai 1973 in Duisburg) war ein deutscher Politiker der SPD.

## Leben und Beruf
Nach dem Besuch der Volksschule trat Lantermann 1914 in den Verwaltungsdienst ein. Nach einer Verwaltungslehre und dem späteren Besuch der Verwaltungsakademie stieg er dort bis zum Stadtoberinspektor auf. 1934 wurde er aus politischen Gründen entlassen und arbeitete bis 1945 als Vertreter.
Nach Lantermann sind das Seniorenzentrum „Wilhelm-Lantermann-Haus“ der Arbeiterwohlfahrt und die Wilhelm-Lantermann-Straße jeweils in Dinslaken benannt.

## Partei
Lantermann gehörte der SPD an und war von 1922 bis zum Verbot der Partei 1933 Vorstandsmitglied in Dinslaken. Er engagierte sich auch im Reichsbanner Schwarz-Rot-Gold, wo er ebenfalls dem örtlichen Vorstand angehörte. Er beantragte am 30. April 1939 die Aufnahme in die NSDAP und wurde zum 1. Januar 1940 aufgenommen (Mitgliedsnummer 7.914.856).

## Abgeordneter
Von 1929 bis 1933 und erneut von 1946 bis 1973 war Lantermann Stadtverordneter in Dinslaken. Von 1946 bis 1973 war Lantermann Bürgermeister in Dinslaken. 1933, 1946 und von 1949 bis 1952 gehörte er dem Kreistag an. Von 1947 bis 1954 und von 1962 bis 1966 war Lantermann Landtagsabgeordneter in Nordrhein-Westfalen für den Wahlkreis Dinslaken. Dem Deutschen Bundestag gehörte er von 1957 bis 1961 an.